# Мініш
Мініш (рум. Miniș) — село у повіті Арад в Румунії. Входить до складу комуни Гіорок.
Село розташоване на відстані 398 км на північний захід від Бухареста, 22 км на схід від Арада, 50 км на північний схід від Тімішоари.

## Населення
За даними перепису населення 2002 року у селі проживали 719 осіб.
Національний склад населення села:
| Національність | Кількість осіб | Відсоток |
| -------------- | -------------- | -------- |
| румуни         | 669            | 93,0%    |
| угорці         | 40             | 5,6%     |

Рідною мовою назвали:
| Мова      | Кількість осіб | Відсоток |
| --------- | -------------- | -------- |
| румунська | 675            | 93,9%    |
| угорська  | 37             | 5,1%     |